# Cerebral Ballzy
A Cerebral Ballzy amerikai hardcore/skate punk együttes, amely 2008-ban alakult Brooklynban. Első nagylemezük 2011-ben jelent meg a Williams Street Records gondozásában. 2014-ben megjelent a második lemezük is.

## Tagok
- Honor Titus[5] – ének[6]
- Melvin Honore (Mel) – basszusgitár[5][7]
- Jason Bannon – gitár[8][9]
- Tom Kogut – dob[8]
- Abraham Sanabria – dob

## Diszkográfia
- Cerebral Ballzy (2011)
- Jaded & Faded (2014)